# Ricardo Fuller
Ricardo Dwayne Fuller (* 31. Oktober 1979 in Kingston) ist ein ehemaliger jamaikanischer Fußballspieler.

## Karriere

### Vereine
Fuller startete seine Karriere in seiner Heimat beim Tivoli Gardens FC. Später war er für Crystal Palace, Heart of Midlothian, Preston North End, FC Portsmouth, FC Southampton, Ipswich Town und Stoke City aktiv. Seit 2006 spielte Fuller beim Stoke City und wechselte zur Saison 2012/13 zu Charlton Athletic.

### Nationalmannschaft
Seit 1999 ist Fuller jamaikanischer Nationalspieler und hat 74 Länderspiele absolviert, in denen er neun Tore geschossen hat.